# Großsteingräber bei Gramtitz
Die Großsteingräber bei Gramtitz waren ursprünglich vier megalithische Grabanlagen der jungsteinzeitlichen Trichterbecherkultur bei Gramtitz, einem Ortsteil von Dranske im Landkreis Vorpommern-Rügen (Mecklenburg-Vorpommern). Von diesen existiert heute nur noch eines. Es trägt die Sprockhoff-Nummer 465 und wird auch unter der Bezeichnung Großsteingrab Starrvitz geführt. Die restlichen Anlagen wurden im 19. Jahrhundert zerstört.

## Forschungsgeschichte
Die Existenz der Gräber wurde in den 1820er Jahren durch Friedrich von Hagenow erfasst und ihre Lage auf der 1829 erschienenen Special Charte der Insel Rügen vermerkt. Die drei östlichen Gräber sind auf dieser Karte bereits als ausgegangen gekennzeichnet. Von Hagenows handschriftliche Notizen, die den Gesamtbestand der Großsteingräber auf Rügen und in Neuvorpommern erfassen sollten, wurden 1904 von Rudolf Baier veröffentlicht. Die Anlagen bei Gramtitz wurden dabei nur listenartig aufgenommen. Das erhaltene westliche Grab wurde 1931 von Ernst Sprockhoff für seinen Atlas der Megalithgräber Deutschlands dokumentiert. Die Anlage ist dort unter der Ortsangabe Starrvitz geführt.

## Lage

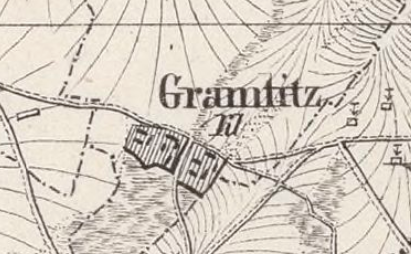
Die Großsteingräber bei Gramtitz auf Friedrich von Hagenows Special Charte der Insel Rügen

Das erhaltene Grab befindet sich westnordwestlich von Gramtitz im Zwickel der nach Westen führenden Straße und des nach Starrvitz führenden Wegs. Nach von Hagenows Karte befanden sich die restlichen drei Gräber recht nahe beieinander östlich von Gramtitz, beiderseits der nach Mattchow führenden Straße. Zwei lagen nördlich und eines südlich. Die Entfernung dieser Gruppe zum erhaltenen Grab betrug etwa 1,2 km.

## Beschreibung

### Das erhaltene Grab
Das erhaltene Grab besitzt ein annähernd ost-westlich orientiertes trapezförmiges Hünenbett mit einer Länge von knapp 40 m und einer maximalen Breite von 12 m. Die Hügelschüttung hat eine Höhe von 2 m. An den Langseiten sind noch zahlreiche Umfassungssteine erhalten. Im Westteil des Hünenbetts ist ein einzelner Stein zu erkennen, der wohl zu einer fast vollständig überhügelten Grabkammer gehört. Die Form der Kammer ist unbekannt; Ewald Schuldt und Hans-Jürgen Beier führen sie als Großdolmen, da dies die typische Kammerform fast aller Großsteingräber der Insel Rügen ist.

### Die zerstörten Gräber
Nach von Hagenows Liste handelte es sich bei den drei Anlagen um Großdolmen ohne steinerne Umfassung. Zur Ausrichtung und den Maßen liegen keine Angaben vor.